# Monster Hunter (jeu vidéo)
Pour la série de jeux vidéo, voir Monster Hunter.
 (décembre 2018).
Si vous disposez d'ouvrages ou d'articles de référence ou si vous connaissez des sites web de qualité traitant du thème abordé ici, merci de compléter l'article en donnant les références utiles à sa vérifiabilité et en les liant à la section « Notes et références ».
Monster Hunter est un jeu vidéo développé par Capcom Production Studio 1 et édité par Capcom sur PlayStation 2 en 2004. Cet action-RPG est le premier épisode de la série Monster Hunter.

## Système de jeu
Monster Hunter place le joueur dans le rôle d'un chasseur qui accomplit diverses tâches pour gagner de l'argent ou diverses récompenses octroyées par le chef ou la guilde du village.
On peut classer les quêtes en plusieurs types. Les « missions de collecte » qui nécessitent de trouver et de porter ensuite entre 1 et 3 objets lourds limitant les possibilités d'esquives et de retour au camp. Elles peuvent aussi consister à ramener entre 10 et 20 objets. Il existe 2 exceptions : la pierre poudre (elle vous brûle quand vous la portez) et les bébés de khezus (ils vous enlèvent de la vie). Les « missions de chasse » nécessitent de trouver et tuer un monstre. Les « missions de massacre » ont pour but de tuer plusieurs monstres (ou blesser un dragon ancien). Les « missions de capture » forcent le joueur à attraper un animal sans le tuer. Et enfin des « missions spéciales » consistent à repousser ou à tuer un dragon ancien. Toutes ces quêtes partagent des traits communs, parmi lesquels la possibilité de mourir que trois fois, indépendamment du nombre de personnes dans la partie. Elles doivent être généralement accomplies en moins de 50 minutes. Les quêtes spéciales (de champignon par exemple) sont une exception qui interdit les décès et modifie les délais selon la recherche.
Plus le jeu avance plus les monstres sont dangereux, forçant le joueur à s'équiper avec du meilleur matériel. Il peut ainsi créer des armures avec du minerai collecté sur des filons, des peaux de wyverns (dragon), revendre les objets trouvés sur les restes des monstres tués en les dépouillant de leur peau, mâchoire, os, etc.
Monster Hunter dispose d'un mode en ligne permettant à quatre joueurs de partager les mêmes quêtes.